# Boston Public
Boston Public är en TV-serie som sändes i fyra säsonger mellan 2000 och 2004. Serien kretsade kring en grupp lärare på den fiktiva skolan Winslow High School i Boston under rektorn Steven Harper, spelad av Chi McBride. Serien har i Sverige visats på TV4.

## Seriens grundidé
Rektorn Steven Harper och studierektorn Scott Guber blir ofta de slutgiltiga domarna när skolan Winslow Highs lärare försöker bedriva undervisning under svåra omständigheter, samtidigt som eleverna lever under lika stor press. Krocken tvingar fram originella lösningar från både lärare och elever. 
Redan från början handlar serien om olika sociala problem, där avsnitten ofta blandar ett samhällsproblem med några av rollfigurernas privatliv. Några av de ämnen som avhandlas i de olika avsnitten är: kvotering baserad på etnicitet, för tidig graviditet, skolvåld, mobbning, fetma, gängbildning, homosexualitet, politisk korrekthet, fatfobi, vulgaritet, fattigdom och hur lärare ska nå dagens elever.
Varje säsong representerar ett skolår, och avslutas med examen för avslutningsklassen. Förutom skolexpeditionen, där rektorerna sitter, figurerar ett par klassrum, varav det mest distinkta är "Källarhålan", där de mest bråkiga eleverna samlas ihop, och baren "Doyle's Pub" där lärarna träffas efter jobbet.

## Seriens tillkomst och levnad
Seriens skapare, David E. Kelley, hade efter fem stora framgångar som författare, Lagens änglar, Småstadsliv, Chicago Hope, Advokaterna och Ally McBeal, fått stora möjligheter att skapa intresse för nya idéer. När han presenterade Boston Public och fick den såld (säsongen 2000) innebar det att han plötsligt blev ansvarig för att skriva eller se till att andra skrev manus till 67 manus under en och samma säsong. 
Serien hade premiär den 23 oktober år 2000, och sändes till en början timmen innan succéserien Ally McBeal. Den fick från start strålande recensioner för att vara välskriven och för sin etniskt blandade skådespelarskara. Men snart förlorade serien många tittare när den viktiga tittargruppen 18 till 24-åringar inte troddes vara intresserade av en TV-serie om lärare och man försökte inrikta sig på elevernas situation. Snart uppstod allt mer bisarra idéer medan rollfigurer byttes ut utan förvarning, vilket ledde till en allt större minskning i antalet tittare. Dödsstöten kom när TV-bolaget Fox flyttade Boston Public under den fjärde säsongen till fredagkvällar, vilket länge ansetts vara döden för serier med ung målgrupp. Tittarsiffrorna dalade, och serien lades ner innan säsongen var slut. Det sista vanliga avsnittet sändes den 30 januari 2004. Därefter sändes två avsnitt mer än ett år senare när serien syndikerades, men inte ens de avslutade rollfigurernas utveckling eftersom serien lagts ner.

## Rollfigurer
- Chi McBride - Steven Harper (2000-2004)
- Anthony Heald - Scott Guber (2000-2004)
- Loretta Devine - Marla Hendricks (2000-2004)
- Sharon Leal - Marilyn Sudor (2000-2004)
- Fyvush Finkel - Harvey Lipschultz (2000-2004)
- Jeri Ryan - Ronnie Cooke (2001-2004)
- Michael Rapaport - Danny Hanson (2001-2004)
- Natalia Baron - Carmen Torres (2003-2004)
- Jessalyn Gilsig - Lauren Davis (2000-2002)
- Nicky Katt - Harry Senate (2000-2003)
- Rashida Jones - Louisa Fenn (2000-2002)
- Thomas McCarthy - Kevin Riley (2000-2001)
- Joey Slotnick - Milton Buttle (2000-2001)
- Kathy Baker - Meredith Peters (2001-2002)
- China Jesusita Shavers - Brooke Harper (2001-2003)
- Jon Abrahams - Zack Fischer (2002-2003)
- Joey McIntyre - Colin Flynn (2002-2003)
- Michelle Monaghan - Kimberly Woods (2002-2003)
- Cara DeLizia - Marcie Kendall (2002-2003)

### Gästskådespelare
Flera kända eller blivande kändisskådespelare har medverkat i serien:
- Billy Zane
- Heavy D
- Courtney B. Vance
- Verne Troyer
- Whitney Houston
- Josh Groban

### Övriga gäster
- Peter Buck
- Mike Mills
- Michael Stipe

(Medlemmar i bandet REM)